# Grande Prêmio da Austrália de Motovelocidade de 2009
O Grande Prêmio da Austrália de 2009 foi a décima quinta etapa da Temporada de MotoGP de 2009. Aconteceu entre os dias 16 e 18 de outubro de 2009 no Phillip Island Grand Prix Circuit. O piloto da Ducati Casey Stoner venceu o Grande Prêmio em sua corrida em casa. O líder do campeonato Valentino Rossi terminou em segundo, aumentando em muito sua distância para rival Jorge Lorenzo, que sofreu um acidente e não conseguiu pontuar.

## Classificação da MotoGP
| Pos | No | Piloto           | Construtor | Voltas | Tempo/Aband. | Grid | Pontos |
| --- | -- | ---------------- | ---------- | ------ | ------------ | ---- | ------ |
| 1   | 27 | Casey Stoner     | Ducati     | 27     | 40:56.651    | 1    | 25     |
| 2   | 46 | Valentino Rossi  | Yamaha     | 27     | +1.935       | 2    | 20     |
| 3   | 3  | Dani Pedrosa     | Honda      | 27     | +22.618      | 3    | 16     |
| 4   | 15 | Alex de Angelis  | Honda      | 27     | +32.702      | 6    | 13     |
| 5   | 5  | Colin Edwards    | Yamaha     | 27     | +35.885      | 5    | 11     |
| 6   | 4  | Andrea Dovizioso | Honda      | 27     | +38.842      | 10   | 10     |
| 7   | 33 | Marco Melandri   | Kawasaki   | 27     | +44.461      | 14   | 9      |
| 8   | 14 | Randy de Puniet  | Honda      | 27     | +44.941      | 8    | 8      |
| 9   | 36 | Mika Kallio      | Ducati     | 27     | +54.345      | 12   | 7      |
| 10  | 24 | Toni Elias       | Honda      | 27     | +1:01.205    | 11   | 6      |
| 11  | 7  | Chris Vermeulen  | Suzuki     | 27     | +1:05.417    | 15   | 5      |
| 12  | 65 | Loris Capirossi  | Suzuki     | 27     | +1:05.950    | 13*  | 4      |
| 13  | 41 | Gabor Talmacsi   | Honda      | 27     | +1:17.951    | 16   | 3      |
| 14  | 41 | James Toseland   | Yamaha     | 27     | +1:17.985    | 17   | 2      |
| 15  | 69 | Nicky Hayden     | Ducati     | 26     | +1 volta     | 7    | 1      |
| Ret | 99 | Jorge Lorenzo    | Honda      | 1      | Acidente     | 4    |        |
| DNS | 88 | Niccolò Canepa   | Ducati     |        |              |      |        |

* Loris Capirossi começou do fim do grid por ter um novo motor, 1 a mais que a alocação permitida.

## Classificação da 250cc
| Pos | No | Piloto              | Construtor | Voltas | Tempo/Aband. | Grid | Pontos |
| --- | -- | ------------------- | ---------- | ------ | ------------ | ---- | ------ |
| 1   | 58 | Marco Simoncelli    | Gilera     | 18     | 28:17.403    | 2    | 25     |
| 2   | 40 | Héctor Barberá      | Aprilia    | 18     | +2.434       | 5    | 20     |
| 3   | 35 | Raffaele de Rosa    | Honda      | 18     | +2.604       | 1    | 16     |
| 4   | 16 | Jules Cluzel        | Aprilia    | 18     | +12.118      | 12   | 13     |
| 5   | 63 | Mike Di Meglio      | Aprilia    | 18     | +12.192      | 6    | 11     |
| 6   | 17 | Karel Abraham       | Aprilia    | 18     | +12.413      | 11   | 10     |
| 7   | 4  | Hiroshi Aoyama      | Honda      | 18     | +12.455      | 3    | 9      |
| 8   | 55 | Hector Faubel       | Honda      | 18     | +13.112      | 9    | 8      |
| 9   | 14 | Ratthapark Wilairot | Honda      | 18     | +13.560      | 7    | 7      |
| 10  | 19 | Álvaro Bautista     | Aprilia    | 18     | +27.779      | 10   | 6      |
| 11  | 12 | Thomas Luthi        | Aprilia    | 18     | +28.222      | 15   | 5      |
| 12  | 52 | Lukas Pesek         | Aprilia    | 18     | +28.657      | 14   | 4      |
| 13  | 6  | Alex Debon          | Aprilia    | 18     | +33.892      | 4    | 3      |
| 14  | 73 | Shuhei Aoyama       | Honda      | 18     | +38.779      | 16   | 2      |
| 15  | 48 | Shoya Tomizawa      | Honda      | 25     | +40.529      | 18   | 1      |
| 16  | 11 | Balázs Németh       | Aprilia    | 18     | +1:23.200    | 21   |        |
| 17  | 8  | Bastién Chesaux     | Aprilia    | 18     | +1:24.298    | 24   |        |
| 18  | 10 | Imre Tóth           | Aprilia    | 17     | +1 volta     | 23   |        |
| 19  | 53 | Valentin Debise     | Honda      | 17     | +1 volta     | 22   |        |
| DSQ | 15 | Roberto Locatelli   | Gilera     | 18     | +30.515*     | 17   |        |
| Ret | 7  | Axel Pons           | Aprilia    | 16     | Abandonou    | 19   |        |
| Ret | 25 | Alex Baldolini      | Aprilia    | 15     | Abandonou    | 13   |        |
| Ret | 75 | Mattia Pasini       | Aprilia    | 7      | Acidente     | 8    |        |
| Ret | 56 | Vladimir Leonov     | Aprilia    | 7      | Abandonou    | 20   |        |

* A bandeira vermelha foi acionada na volta 18 devido ao acidente de Roberto Locatelli. Locatelli foi, então, desclassificado por não estar de volta ao Parc Ferme em 5 minutos.
- Jules Cluzel sofreu um acidente na volta 18, mas permaneceu em 4º por causa das bandeira vermelha.

## Classificação da 125cc
| Pos | No | Piloto             | Construtor | Voltas | Tempo/Aband. | Grid | Pontos |
| --- | -- | ------------------ | ---------- | ------ | ------------ | ---- | ------ |
| 1   | 60 | Julian Simon       | Aprilia    | 23     | 37:55.798    | 3    | 25     |
| 2   | 38 | Bradley Smith      | Aprilia    | 23     | +0.313       | 5    | 20     |
| 3   | 11 | Sandro Cortese     | Derbi      | 23     | +2.057       | 7    | 16     |
| 4   | 44 | Pol Espargaro      | Derbi      | 23     | +2.161       | 1    | 13     |
| 5   | 24 | Simone Corsi       | Aprilia    | 23     | +2.330       | 4    | 11     |
| 6   | 18 | Nicolas Terol      | Aprilia    | 23     | +3.239       | 2    | 10     |
| 7   | 7  | Efren Vazquez      | Derbi      | 23     | +3.290       | 11   | 9      |
| 8   | 29 | Andrea Iannone     | Aprilia    | 23     | +12.820      | 8    | 8      |
| 9   | 93 | Marc Marquez       | KTM        | 23     | +22.355      | 6    | 7      |
| 10  | 33 | Sergio Gadea       | Aprilia    | 23     | +22.602      | 16   | 6      |
| 11  | 45 | Scott Redding      | Aprilia    | 23     | +29.181      | 24   | 5      |
| 12  | 77 | Dominique Aegerter | Derbi      | 23     | +29.199      | 17   | 4      |
| 13  | 99 | Danny Webb         | Aprilia    | 23     | +29.222      | 21   | 3      |
| 14  | 94 | Jonas Folger       | Aprilia    | 23     | +29.369      | 23   | 2      |
| 15  | 35 | Randy Krummenacher | Aprilia    | 23     | +29.461      | 22   | 1      |
| 16  | 14 | Johann Zarco       | Aprilia    | 23     | +29.709      | 19   |        |
| 17  | 8  | Lorenzo Zanetti    | Aprilia    | 23     | +31.251      | 13   |        |
| 18  | 73 | Takaaki Nakagami   | Aprilia    | 23     | +32.482      | 14   |        |
| 19  | 39 | Luis Salom         | Aprilia    | 23     | +58.333      | 25   |        |
| 20  | 88 | Michael Ranseder   | Aprilia    | 23     | +58.485      | 20   |        |
| 21  | 71 | Tomoyoshi Koyama   | Loncin     | 23     | +1:19.017    | 15   |        |
| 22  | 53 | Jasper Iwema       | Honda      | 23     | +1:23.621    | 26   |        |
| 23  | 21 | Jakub Kornfeil     | Loncin     | 23     | +1:23.731    | 27   |        |
| 24  | 97 | Brad Gross         | Yamaha     | 22     | +1 volta     | 29   |        |
| 25  | 10 | Luca Vitali        | Aprilia    | 22     | +1 volta     | 28   |        |
| 26  | 87 | Luca Marconi       | Aprilia    | 22     | +1 volta     | 31   |        |
| 27  | 54 | Andrew Lawson      | Honda      | 22     | +1 volta     | 33   |        |
| Ret | 98 | Levi Day           | Honda      | 22     | +1 volta     | 32   |        |
| Ret | 12 | Esteve Rabat       | Aprilia    | 21     | Abandonou    | 10   |        |
| Ret | 96 | Nicky Diles        | Aprilia    | 7      | Abandonou    | 30   |        |
| Ret | 17 | Stefan Bradl       | Aprilia    | 2      | Acidente     | 12   |        |
| Ret | 6  | Joan Olivé         | Derbi      | 2      | Abandonou    | 9    |        |
| Ret | 16 | Cameron Beaubier   | KTM        | 2      | Acidente     | 18   |        |